# Знаме на остров Възнесение
Знамето на Възнесение (на английски: Flag of Ascension Island)  е прието на 11 май 2013. Представлява синьо знаме, в северозападната му част – знамето на Великобритания, а в противоположната посока – гербът на Възнесение.

## История
Знамето е било показано за първи път на 11 май 2013 г. Преди приемането на това знаме островът използва знамето на Обединеното кралство. На заседанието си на 3 март 2009 г. Съветът на остров Възнесение обсъди идеята за ново знаме и се съгласи да разработи уникално знаме на острова, като се консултира с Министерството на външните работи на Великобритания. Членовете също така предложиха да се проведе публичен конкурс за определяне на дизайна на новото знаме .